# Robert Point
Der Robert Point ist eine Landspitze, die das südöstliche Ende von Robert Island im Archipel der Südlichen Shetlandinseln markiert.
Wissenschaftler der britischen Discovery Investigations kartierten sie und benannten sie im Jahr 1935 in Anlehnung an die Benennung der Insel. Deren Namensgeber ist vermutlich die Brigg Robert des britischen Robbenjägers Robert Fildes (1793–1827).